# کریستف یانکر
کریستف یانکر (متولد ۱۴ فوریه سال ۱۹۸۵) مدافع فوتبال اهل آلمان است که در باشگاه آگسبورگ مشغول به بازی است. یانکر محصول سیستم جوانان باشگاه مونیخ ۱۸۶۰ است. او در فصل ۲۰۰۴-۵ ۳۳ بار برای تیم دوم مونیخ ۱۸۶۰ به میدان رفت. یانکر در فصل بعد نیز ۲۸ بازی برای این تیم انجام داد.
او سرانجام در همین فصل برای اولین بار برای تیم اول مونیخ ۱۸۶۰ به میدان رفت. اولین بازی او برای تیم اول، در بوندس لیگای ۲ و در مقابل تیم کارلسروهه بود که با پیروزی ۲-۰ تیمش به پایان رسید. او در این فصل ۳ بار دیگر نیز برای تیم اول باشگاهش به میدان رفت.
در فصل بعد ۳ بار برای تیم دوم به میدان رفت و سپس به هوفنهایم پیوست.